# Stina (Ort)
Stina (ukrainisch Стіна; russisch Стена Stena, polnisch Stina) ist ein Dorf im Süden der ukrainischen Oblast Winnyzja mit etwa 1000 Einwohnern (2001).

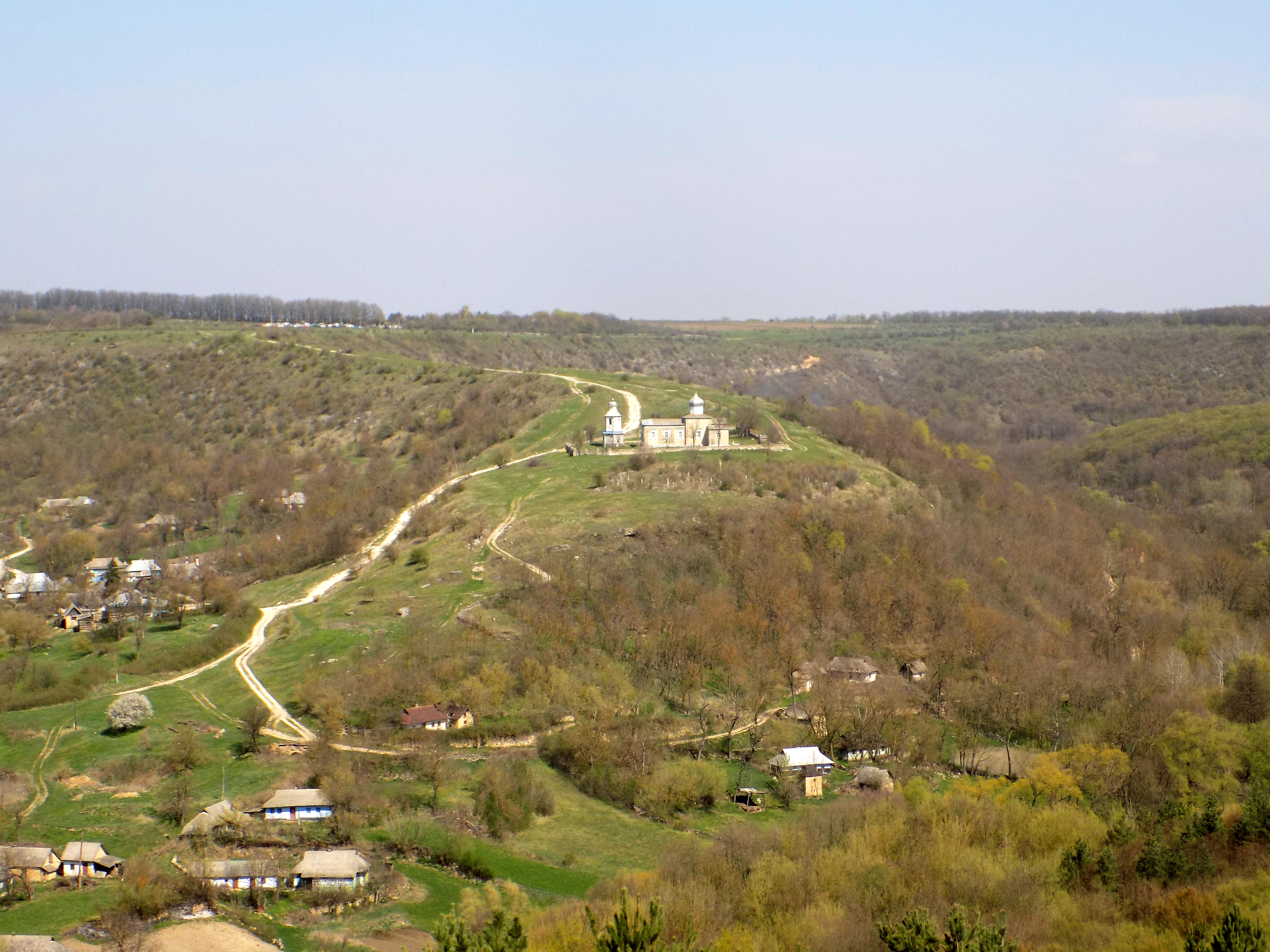
Blick auf Dorf und Kirche

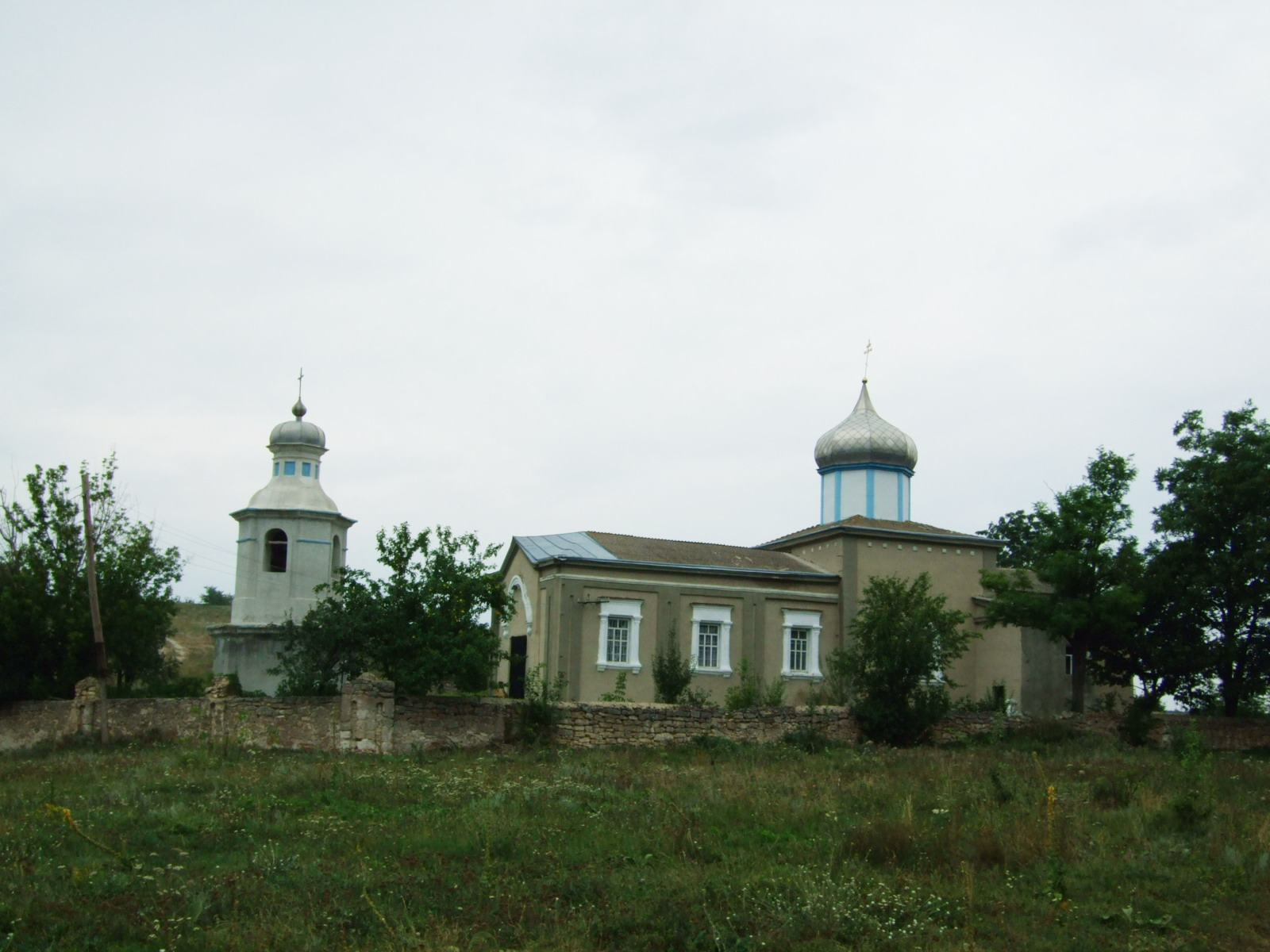
Sankt-Nikolaus-Kirche, Nahaufnahme

Das in der historischen Region Podolien gelegene Dorf wurde erstmals 1550 schriftlich erwähnt. Der Name des Dorfes stammt von den hohen Felswänden, die das Dorf umgeben.
Die Ortschaft liegt auf einer Höhe von 196 m am Ufer der Russawa (Русава), einem 78 km langen, linken Nebenfluss des Dnister, 19 km südwestlich vom ehemaligen Rajonzentrum Tomaschpil und 100 km südlich vom Oblastzentrum Winnyzja.
Sechs Kilometer östlich vom Dorf verläuft bei Hnatkiw (Гнатків) die Regionalstraße P–08.
Im Dorf befindet sich auf einem Berg oberhalb der Ortschaft die denkmalgeschützte Sankt-Nikolaus-Kirche.
Am 12. Juni 2020 wurde die Siedlung zum Zentrum der neugegründeten Siedlungsgemeinde Tomaschpil, bis dahin bildete es die gleichnamige Landratsgemeinde Stina (Стінянська сільська рада/Stinjanska silska rada) im Süden des Rajons Tomaschpil.
Am 17. Juli 2020 kam es im Zuge einer großen Rajonsreform zum Anschluss des Rajonsgebietes an den Rajon Tultschyn.